# Saint-Martin-du-Limet

Saint-Martin-du-Limet este o comună în departamentul Mayenne, Franța. În 2009 avea o populație de 488 de locuitori.